# Poupée moulée
La poupée moulée est une variété de poupée sexuelle qui est réalisée par une technique de moulage en silicone.

## Origine
En 1996, la société Abyss lance sur le marché un produit concurrent à la poupée gonflable, la poupée moulée ou Real Doll en version originale. Contrairement à son homologue gonflée, le produit contient un squelette articulé, autour duquel est collé un corps à base de silicone de différente densité selon la partie du corps. Ainsi pour la poitrine, ce sont des poches de prothèses mammaires qui sont utilisées. Comme son homologue Barbie, elle est incapable de tenir debout seule.
L'acheteur a la liberté de personnaliser le corps, la tête, la couleur de cheveux, l’implantation du système pileux, etc.
Le succès de la poupée moulée s’est exporté au Japon, où des fabricants produisent des modèles qui au début sont destinés uniquement au marché intérieur. Elles sont surnommées « les épouses hollandaises » (dacchi waifu/dutch wives) et peuvent même être louées à Tokyo. Depuis 2005, certains de ces modèles, seulement parmi les poupées adultes (il existe en effet des modèles enfants), sont importés en Europe par une société lyonnaise, Doll Story et coûtent environ 7 000 €.

## Développement
Parmi les développements mineurs, on peut noter une articulation accrue de la poupée (les doigts peuvent être articulés séparément), l’augmentation du nombre de corps et de têtes disponibles, de nouvelles options comme le bronzage de tout ou partie du corps, le maquillage des ongles…
Parmi les développements majeurs, il y a l’arrivée du modèle masculin (visant à la fois les populations homosexuelle et féminine), mais aussi transsexuel. Mais surtout l’arrivée de sociétés concurrentes qui essayent de combler le problème du coût de l’original (environ 7 000 dollars plus 1 000 dollars de frais de port en 2005), en proposant des bouts de poupée qui sont alors appelés masturbateurs : on peut ainsi trouver des têtes seules, des bustes (sans bras ni bassin), des bassins (sans jambes, ni corps) ou encore une poupée sans bras, ni jambes.

## Apparitions au grand public

### États-Unis
- Divers films pornographiques.
- L’émission radio et télé d’Howard Stern, où la poupée fut un élément du décor du programme.
- Nip/Tuck, série où la poupée fut introduite durant deux épisodes de la saison 2 (à partir de l’épisode 10).
- La photographe Elena Dorfman a consacré une série à ces modèles appelée « Still Lovers ».

### France
- Dans le film Monique : toujours contente (2002), Alex, joué par Albert Dupontel, voit sa vie bouleversée par l’apparition d’une de ces poupées.
- Lors d’un reportage sur le porno chic sur TF1, une poupée moulée a été présentée.